# غزلان الزواق
غزلان الزواق (بالفرنسية: Rizlen Zouak) (ولدت في 14 مايو 1986، فرنسا) لاعبة جودو مغربية، تَخَصّصت في وزن أقل من 63 كغم. و هي أول امرأة مغربية تشارك في منافسات الجودو الأولمبية.

## إنجازاتها

### بطولة أفريقيا للجودو
- 2012 أكادير  المغرب:  ميدالية ذهبية في وزن أقل من 63 كغم.
- 2011 دكار  السنغال:  ميدالية برونزية في وزن أقل من 63 كغم.

### الألعاب الفرانكوفونية
- 2009 بيروت  لبنان:  ميدالية ذهبية في وزن أقل من 63 كغم.

### الألعاب العربية
- 2011 الدوحة  قطر:  ميدالية ذهبية في وزن أقل من 63 كغم.

### الألعاب الأولمبية
- 2012 لندن  المملكة المتحدة: مشاركة في وزن أقل من 63 كلغ.

## روابط خارجية
- غزلان الزواق على موقع IMDb (الإنجليزية)
- غزلان الزواق على موقع الفيدرالية الدولية للجودو (الإنجليزية)
- غزلان الزواق على موقع الفيدرالية الدولية للجودو (الإنجليزية)
- غزلان الزواق على موقع JudoInside.com (الإنجليزية)
- غزلان الزواق على موقع AllJudo.net (الفرنسية)
- غزلان الزواق على موقع شيردوغ (الإنجليزية)
- غزلان الزواق على موقع Tapology.com (الإنجليزية)
- غزلان الزواق على موقع فايت ماتريكس (الإنجليزية)
- غزلان الزواق على موقع إي إس بي إن (الإنجليزية)
- غزلان الزواق على موقع اللجنة الأولمبية الدولية (الإنجليزية)
- غزلان الزواق على موقع أوليمبيديا (الإنجليزية)